# Roald Aas
Pour les articles homonymes, voir Aas.
Roald Edgar Aas, né le 25 mars 1928 à Oslo et mort le 18 février 2012 à Oslo, est un patineur de vitesse norvégien.
Il remporte deux médailles olympiques (dont une en or), une médaille de bronze mondiale et deux médailles de bronze aux Championnats d'Europe.

## Palmarès
- Jeux olympiques[1]
  -  Médaille d'or sur 1 500 m aux Jeux olympiques d'hiver de 1960 à Squaw Valley
  -  Médaille de bronze sur 1 500 m aux Jeux olympiques d'hiver de 1952 à Oslo